# Summer Days (and Summer Nights!!)
Summer Days (and Summer Nights!!) (укр. Літні дні (і літні ночі!!)) — дев'ятий студійний альбом рок-гурту The Beach Boys (загалом десятий; другий виданий у 1965 році). Продюсер — Браян Вілсон. Записаний за три місяці у 1965. №2 у хіт-параді США, №4 у Великій Британії.

## Список композицій
Усі пісні написано Браяном Вілсоном і Майком Лавом, крім спеціально позначених.
1. «The Girl from New York City» — 1:54
  - Соліст — Майк Лав
2. «Amusement Parks USA» — 2:29
  - Солісти — Браян Вілсон і Майк Лав
3. «Then I Kissed Her» (Філ Спектор/І. Грінвіч/Дж. Беррі) — 2:15
  - Соліст — Ал Джардін
4. «Salt Lake City» — 2:00
  - Солісти — Майк Лав і Браян Вілсон
5. «Girl Don't Tell Me» (Б. Вілсон) — 2:19
  - Соліст — Карл Вілсон
6. «Help Me, Rhonda» — 2:46
  - Соліст — Ал Джардін
7. «California Girls» — 2:38
  - Соліст — Майк Лав
8. «Let Him Run Wild» — 2:20
  - Соліст — Браян Вілсон
9. «You're So Good to Me» — 2:14
  - Соліст — Браян Вілсон
10. «Summer Means New Love» (Б. Вілсон) — 1:59
  - Інструментальна композиція
11. «I'm Bugged at My Ol' Man» (Б. Вілсон) — 2:17
  - Соліст — Браян Вілсон
12. «And Your Dream Comes True» — 1:04
  - Хор усіх членів гурту

## Сингли
- «Help Me, Rhonda» / «Kiss Me Baby» (з альбому The Beach Boys Today!) (Capitol 5395), 5 квітня 1965, №1 у США, № 27 у Великій Британії
- «California Girls» / «Let Him Run Wild» (Capitol 5464), 12 липня 1965, №3 у США; '№26 у Великій Британії.